# 赛什斯镇
赛什斯镇，是中华人民共和国甘肃省武威市天祝藏族自治县下辖的一个乡镇级行政单位。

## 行政区划
赛什斯镇下辖以下地区：
古城社区、先明峡村、拉干村、土城村、野狐川村、下古城村、麻渣塘村、阳洼村、克岔村、大滩村、上古城村和东大寺村。